# Thor (Automarke)

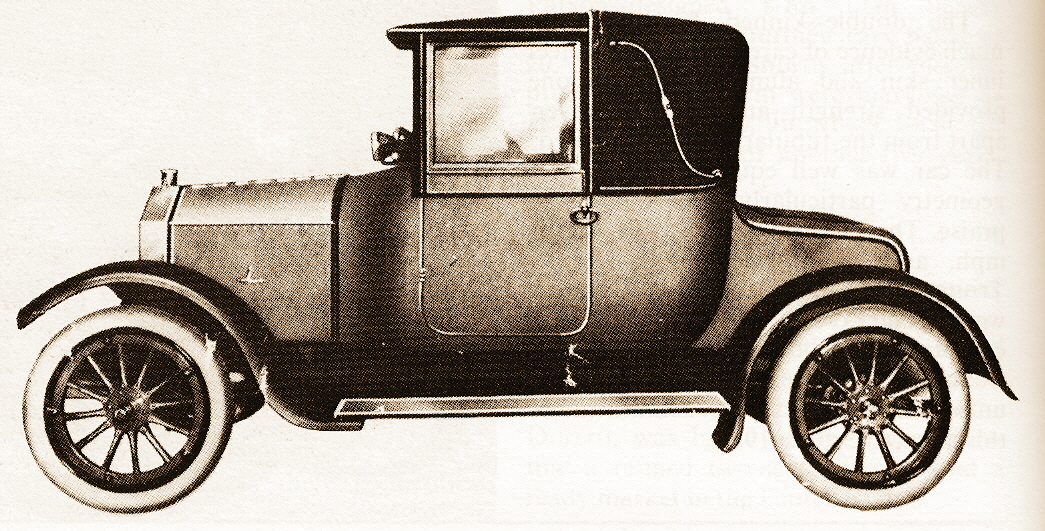
Thor 15 hp (1920)

Thor war eine britische Automobilmarke, die 1919–1923 von  der Simpson Taylor Ltd. in London SW1 hergestellt wurde. Die Mittelklassewagen beruhten auf einer US-amerikanischen Konstruktion.
Es gab nur ein Modell, den 15 hp mit Vierzylinder-Reihenmotor, der einen Hubraum von 2,3 l besaß. Der solide Wagen hatte einen Radstand von 2896 mm und eine Spurweite von 1422 mm.
In der Zeit nach dem Ersten Weltkrieg waren eher kleine, sparsame Autos gefragt und so verkaufte sich der Thor nicht besonders gut. 1923 wurde die Fertigung eingestellt.

## Modelle
| Modell | Bauzeitraum | Zylinder | Hubraum  | Radstand |
| ------ | ----------- | -------- | -------- | -------- |
| 15 hp  | 1919–1923   | 4 Reihe  | 2255 cm³ | 2896 mm  |

## Quelle
- David Culshaw, Peter Horrobin: The Complete Catalogue of British Cars 1895–1975. Veloce Publishing PLC, Dorchester 1997, ISBN 1-874105-93-6. (englisch)